# Гайдамак (минный крейсер)
«Гайдамак» — минный крейсер типа «Казарский» Российского императорского флота, входил в состав Первой Тихоокеанской эскадры.

## Строительство
Минный крейсер «Гайдамак» построен в городе Або и спущен на воду в 1893 году.

## Служба
В 1898—1899 годах «Гайдамак» под командованием капитана 2-го ранга В. А. Бойсмана занимал брандвахтенный пост Владивостокского рейда.
В начале Русско-японской войны корабль, состоя в отряде контр-адмирала Лощинского, был послан в порт Дальний для охраны работ при постановке минных заграждений в Талиенванском заливе и соседних бухтах; но ещё до окончания работ он был возвращён в Порт-Артур, откуда 22 февраля 1904 года конвоировал коммерческие пароходы в Дальний.
С приездом адмирала С. О. Макарова на долю «Гайдамака» и «Всадника» выпало траление пути перед эскадрой; оба крейсера участвовали во всех выходах эскадры при Макарове и 31 марта 1904 года, когда погибал броненосец «Петропавловск», крейсер находился на его левом траверзе. Сразу после взрыва «Гайдамак» подошёл к месту гибели, спустил все свои гребные суда и спасательные средства и спас из воды Великого князя Кирилла Владимировича и около 50 членов экипажа.
Согласно одноимённой статье в Военной энциклопедии Сытина на борт было принято и тело адмирала Макарова, однако в другом томе этого же издания говорится, что «От М. осталось одно пальто».

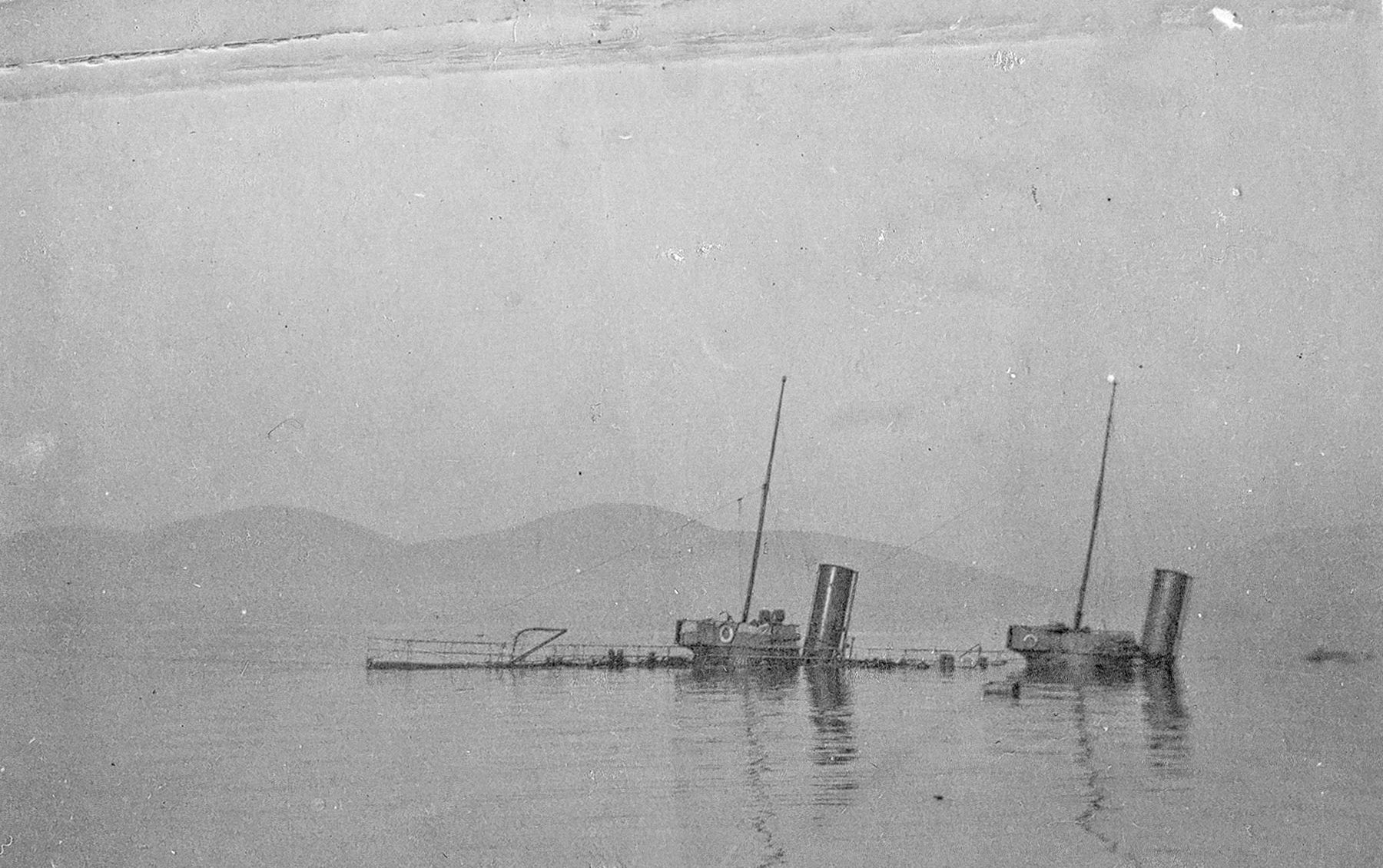
«Гайдамак» (1904 год)

Дальнейшая служба корабля заключалась в масштабных работах по тралению, организованных в мае 1904 года.
10 июня минный крейсер «Гайдамак» выходил вместе с эскадрой в море и благополучно вернулся с ней в Порт-Артур. 20 июня и 14 июля он выходил на обстрел береговых позиций неприятеля. После боя эскадры 28 июля «Гайдамак» активную службу не нёс и в ночь на 20 декабря 1904 года, перед сдачей Порт-Артура японцам, был взорван в западном бассейне.
После окончания русско-японской войны «Гайдамак» поднят, восстановлен и в 1906 году введён в состав Японского императорского флота под названием «Сикинами» (敷波). Классифицирован как миноносец. Сдан на слом в 1914 году.

## Командиры
- 01.01.1893 — 10.08.1894 — капитан 2-го ранга Винокуров, Пётр Васильевич
- 20.03.1895 — хх.хх.1896 — капитан 2-го ранга Стемман, Александр Фёдорович
- 13.06.1896 — 19.05.1897 — капитан 2-го ранга Серебренников, Пётр Иосифович
- 21.05.1897— 21.07.1897 — капитан-лейтенант Шамов, Александр Сергеевич
- 12.01.1898 — 06.12.1898 — капитан 2-го ранга Сильман, Фёдор Фёдорович
- хх.хх.1898 — 14.09.1899 — капитан 2-го ранга Бойсман, Василий Арсеньевич
- 21.09.1899 — хх.хх.1901 — капитан 2-го ранга Соболев, Александр Яковлевич
- хх.хх.хххх — хх.хх.1902 — Брусилов, Пётр Алексеевич
- хх.хх.1903 — 01.01.1904 — капитан 2-го ранга Стратанович, Александр Николаевич
- 01.01.1904— 18.03.1904 — капитан 2-го ранга Иванов, Фёдор Николаевич
- 18.03.1904 — 20.12.1904 — капитан 2-го ранга Колюбакин, Владимир Владимирович